# Velvet Darkness They Fear
Velvet Darkness They Fear – drugi studyjny album norweskiej grupy muzycznej Theatre of Tragedy. Album obecnie uznawany jest za klasykę gothic metalu. Słowa piosenek, opowiadające o śmierci, nie–śmierci, demonach, zostały napisane w języku wczesno–nowoangielskim. Wyjątkiem jest niemieckojęzyczne Der Tanz Der Schatten. W piątym utworze, And When He Falleth, wykorzystano fragment dialogu Jane Asher i Vincenta Price z filmu Maska Czerwonej Śmierci. Album był jednym z większych sukcesów grupy – sprzedał się w około 125 000 kopii.

## Lista utworów
| Nr | Tytuł utworu                                       | Długość |
| -- | -------------------------------------------------- | ------- |
| 1. | „Velvet Darkness They Fear” (utwór instrumentalny) | 01:05   |
| 2. | „Fair and 'Guiling Copesmate Death”                | 07:05   |
| 3. | „Bring Forth Ye Shadow”                            | 06:49   |
| 4. | „Seraphic Deviltry”                                | 05:17   |
| 5. | „And When He Falleth”                              | 07:08   |
| 6. | „Der Tanz der Schatten”                            | 05:29   |
| 7. | „Black as the Devil Painteth”                      | 05:26   |
| 8. | „On Whom the Moon Doth Shine”                      | 06:15   |
| 9. | „The Masquerader and Phoenix”                      | 07:35   |
|    |                                                    | 52:09   |